# Trox yangi
Trox yangi is een keversoort uit de familie beenderknagers (Trogidae). De wetenschappelijke naam van de soort is voor het eerst geldig gepubliceerd in 2005 door Masumoto, Ochi & Li.